# Сент-Томас
Сент-То́мас (Св. Фомы, англ. Saint Thomas, дат. Sankt Thomas) — один из Американских Виргинских островов, неинкорпорированной территории США, расположенной в Карибском море. На острове находится столица территории — порт Шарлотта-Амалия. Население (по переписи 2010 года) — 51 634 чел. — 48,5 % всего населения Американских Виргинских островов. Площадь территории — 80,91 км². Наиболее освоенный из американской части островов.

## История
Остров был впервые заселён индейцами племени сибонеев около 1500 лет до н. э. Их сменили араваки, а затем карибы. Сент-Томас был замечен Христофором Колумбом в 1493 году во время второго путешествия в Америку. Вскоре индейцы на острове вымерли от болезней, занесённых европейцами, а сам остров на протяжении полутора веков использовался пиратами.
Впервые остров был колонизирован Голландской Вест-Индской компанией в 1657 году. В 1666 году остров захватили датчане.
В 1880-х годах рассматривался вопрос о покупке острова Россией, чтобы устроить на нём военно-морскую базу. По указанию Морского министра адмирала И. А. Шестакова несколько русских кораблей заходили на Сент-Томас для исследования острова.
В 1917 году Сент-Томас, наряду с островами Сент-Джон, Санта-Крус и более мелкими, был куплен Соединёнными Штатами у Дании за 25 млн долларов.

## Административное деление
Сент-Томас состоит из следующих районов (в скобках население на 2010 год):
1. Шарлотта-Амалия (18 481)
2. Нортсайд (10 049)
3. Туту (6867)
4. Ист-Энд (8403)
5. Саутсайд (5411)
6. Уэст-Энд (2241)
7. Уотер-Айленд (182)

## Достопримечательности

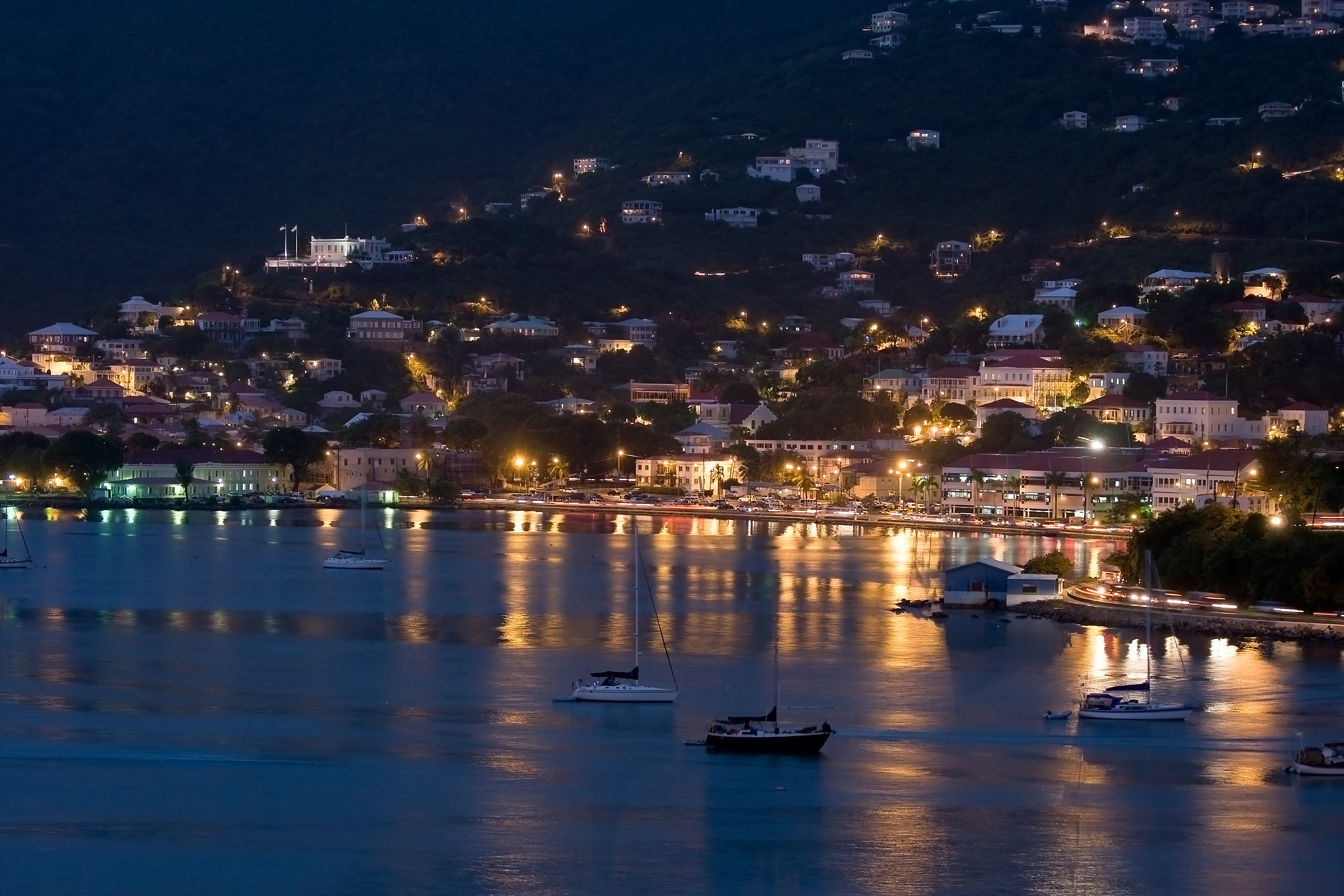
Гавань Сент-Томаса

- Форт Кристиан, построенный в 1672 году для защиты Шарлотты-Амалии от пиратов и европейских армий. В нём расположен музей Виргинских островов.
- Канатная дорога и смотровая площадка Пэрадайс-Пойнт с видом на остров и его окрестности[1].
- Морская обсерватория «Корал Уорлд»[англ.] с аквариумами и подводной башней наблюдения.
- Замок Чёрной Бороды[англ.].